# Umbratråding
Umbratråding (Inocybe assimilata) är en svampart som beskrevs av Britzelm. 1881. Enligt Catalogue of Life ingår Umbratråding i släktet Inocybe,  och familjen Inocybaceae, men enligt Dyntaxa är tillhörigheten istället släktet Inocybe,  och familjen Crepidotaceae. Arten är reproducerande i Sverige. Inga underarter finns listade i Catalogue of Life.

## Källor

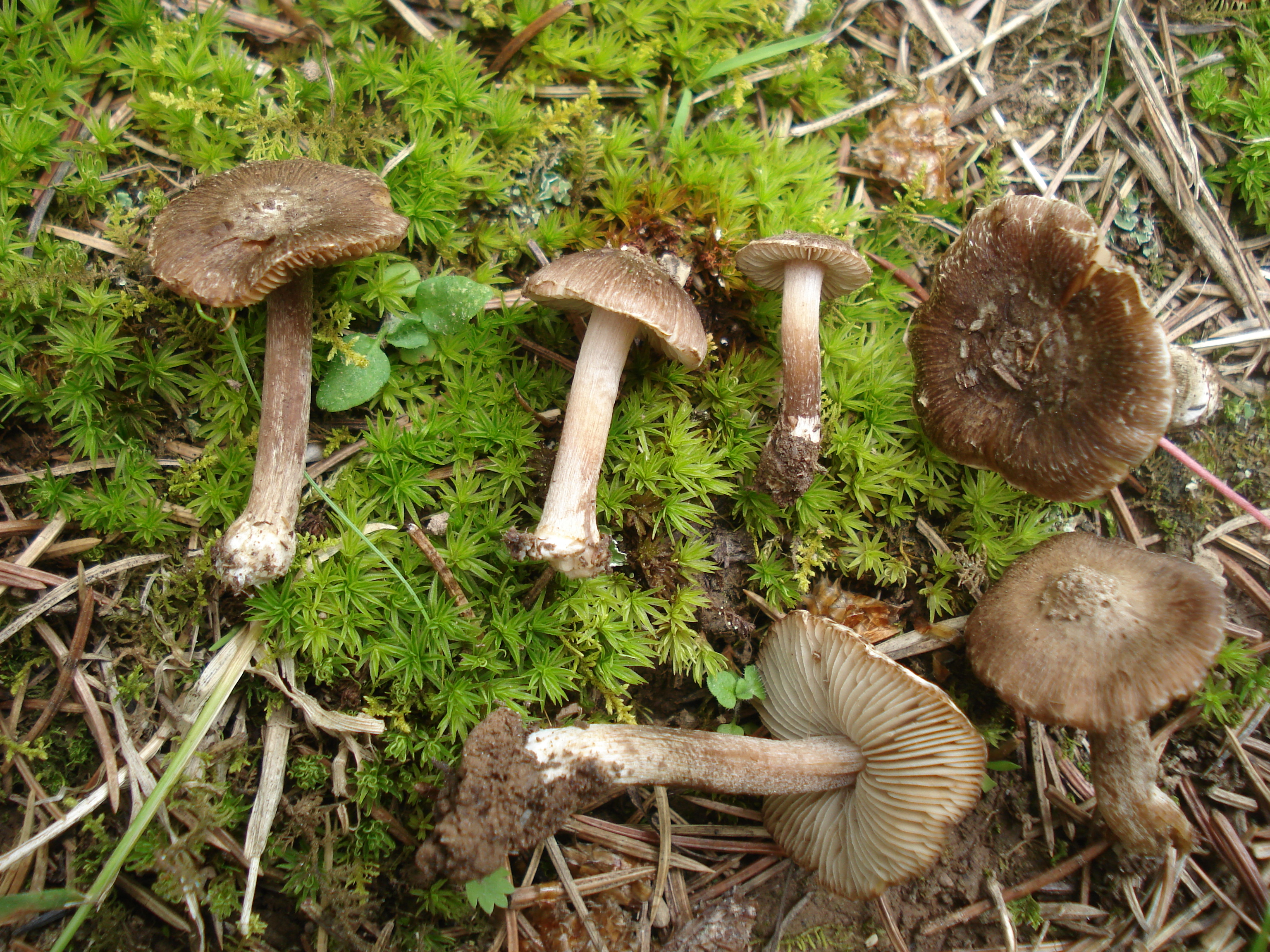